# Cœur des Hauts de France
Le Cœur des Hauts de France est un pôle d'équilibre territorial et rural français situé dans les départements de l’Aisne et de la Somme, en région Hauts-de-France.

## Historique
Le Cœur des Hauts-de-France est à l'origine un syndicat mixte appelé syndicat mixte du pays Santerre Haute Somme, créé par arrêté préfectoral du 24 août 2011, regroupant six établissements publics de coopération intercommunale à fiscalité propre, dont la communauté de communes du canton de Roisel, la communauté de communes du canton de Combles, la communauté de communes de la Haute-Somme, la communauté de communes de Haute Picardie, la communauté de communes du Pays Hamois et la communauté de communes du Pays Neslois. Le syndicat inclut 131 communes au moment de sa création.
Le syndicat mixte du pays Santerre Haute Somme correspondait à un pays selon la LOADDT dite Loi Voynet du 25 juin 1999, dont les termes ont été abrogées par la Loi du no 2010-1563 du 16 décembre 2010 de réforme des collectivités territoriales. Elle se substitue d'ailleurs à l'association du pays Santerre Haute Somme.
Dans le cadre de la réforme des collectivités territoriales françaises, la loi de réforme des collectivités territoriales du 16 décembre 2010 et du schéma départemental de coopération intercommunale, adoptée en décembre 2011, la communauté de communes du canton de Combles est dissoute le 1er janvier 2013. Quatre communes rejoignent la communauté de communes du Pays du Coquelicot, non-membre du syndicat mixte, tandis que les quinze autres communes, la communauté de communes du canton de Roisel et la communauté de communes de la Haute-Somme se regroupent pour former la nouvelle communauté de communes de la Haute-Somme avec un nouveau périmètre.
Avec ce redécoupage, le syndicat mixte inclut 127 communes regroupée dans les 4 établissements publics de coopération intercommunale à fiscalité propre.
La commune de Rethonvillers est intégrée, le 1er janvier 2014, à la communauté de communes du Pays Neslois portant le nombre 128 communes regroupée dans les 4 établissements publics de coopération intercommunale à fiscalité propre.
Dans le cadre des dispositions de la loi portant nouvelle organisation territoriale de la République (Loi NOTRe) du 7 août 2015, qui prévoit que les établissements publics de coopération intercommunale (EPCI) à fiscalité propre doivent avoir un minimum de 15 000 habitants et du nouveau SDCI par arrêté du 30 mars 2016, le syndicat mixte a vu sa composition modifiée.
Au 1er janvier 2017, la communauté de communes du Pays Hamois et la communauté de communes du Pays Neslois fusionnent pour former la communauté de communes de l'Est de la Somme. La communauté de communes de Haute-Picardie et la Communauté de communes du Santerre se regroupent également pour créer la communauté de communes Terre de Picardie. Le Pays Santerre Haute Somme comprend 3 établissements publics de coopération intercommunale à fiscalité propre incluant 146 communes.
Au cours de l'année 2017, le syndicat mixte du Pays Santerre Haute Somme décide de faire évoluer sa structure et de devenir un pôle d'équilibre territorial et rural (PETR) en se dotant d'un nouveau nom, « Cœur des Hauts-de-France ».
Par arrêté interdépartemental du 22 décembre 2017, le syndicat mixte est transformé, le 1er janvier 2018, en pôle d'équilibre territorial et rural avec le nom de « Cœur des Hauts de France »

## Composition

### EPCI
Le Cœur des Hauts de France regroupe 3 établissements publics de coopération intercommunale à fiscalité propre :
| Nom               | Nature juridique       | Nombre de communes | Superficie (km2) | Population (2014) | Densité (hab./km2) |
| ----------------- | ---------------------- | ------------------ | ---------------- | ----------------- | ------------------ |
| Haute-Somme       | Communauté de communes | 60                 | 462,83           | 27 985            | 60                 |
| Est de la Somme   | Communauté de communes | 41                 | 264,56           | 20 570            | 78                 |
| Terre de Picardie | Communauté de communes | 26                 | 294,86           | 18 259            | 62                 |

### Communes
Le Cœur des Hauts de France inclut 145 communes regroupées dans les 3 établissements publics de coopération intercommunale à fiscalité propre :
1. Ablaincourt-Pressoir
2. Aizecourt-le-Bas
3. Aizecourt-le-Haut
4. Allaines
5. Assevillers
6. Athies
7. Barleux
8. Bayonvillers
9. Beaufort-en-Santerre
10. Belloy-en-Santerre
11. Bernes
12. Berny-en-Santerre
13. Béthencourt-sur-Somme
14. Biaches
15. Billancourt
16. Bouchavesnes-Bergen
17. Bouchoir
18. Bouvincourt-en-Vermandois
19. Breuil
20. Brie
21. Brouchy
22. Buire-Courcelles
23. Bussu
24. Buverchy
25. Caix
26. Cartigny
27. Chaulnes
28. La Chavatte
29. Chilly
30. Chuignes
31. Cizancourt
32. Cléry-sur-Somme
33. Combles
34. Croix-Moligneaux
35. Curchy
36. Devise
37. Doingt
38. Dompierre-Becquincourt
39. Douilly
40. Driencourt
41. Ennemain
42. Épehy
43. Épénancourt
44. Eppeville
45. Équancourt
46. Esmery-Hallon
47. Estrées-Deniécourt
48. Estrées-Mons
49. Éterpigny
50. Étricourt-Manancourt
51. Falvy
52. Fay
53. Feuillères
54. Fins
55. Flaucourt
56. Flers
57. Folies
58. Fontaine-lès-Cappy
59. Foucaucourt-en-Santerre
60. Fouquescourt
61. Framerville-Rainecourt
62. Fransart
63. Fresnes-Mazancourt
64. Ginchy
65. Gueudecourt
66. Guillaucourt
67. Guillemont
68. Guyencourt-Saulcourt
69. Hallu
70. Ham
71. Hancourt
72. Harbonnières
73. Hardecourt-aux-Bois
74. Hem-Monacu
75. Herbécourt
76. Herleville
77. Hervilly
78. Hesbécourt
79. Heudicourt
80. Hombleux
81. Hypercourt
82. Languevoisin-Quiquery
83. Lesbœufs
84. Licourt
85. Liéramont
86. Lihons
87. Longavesnes
88. Longueval
89. Marchélepot
90. Marquaix
91. Matigny
92. Maucourt
93. Maurepas
94. Méharicourt
95. Mesnil-Bruntel
96. Mesnil-en-Arrouaise
97. Mesnil-Saint-Nicaise
98. Misery
99. Moislains
100. Monchy-Lagache
101. Morchain
102. Moyencourt
103. Muille-Villette
104. Nesle
105. Nurlu
106. Offoy
107. Pargny
108. Parvillers-le-Quesnoy
109. Péronne
110. Pithon
111. Pœuilly
112. Potte
113. Proyart
114. Punchy
115. Puzeaux
116. Quivières
117. Rancourt
118. Rethonvillers
119. Roisel
120. Ronssoy
121. Rosières-en-Santerre
122. Rouvroy-en-Santerre
123. Rouy-le-Grand
124. Rouy-le-Petit
125. Sailly-Saillisel
126. Saint-Christ-Briost
127. Sancourt
128. Sorel
129. Soyécourt
130. Templeux-la-Fosse
131. Templeux-le-Guérard
132. Tertry
133. Tincourt-Boucly
134. Ugny-l'Équipée
135. Vauvillers
136. Vermandovillers
137. Villecourt
138. Villers-Carbonnel
139. Villers-Faucon
140. Voyennes
141. Vraignes-en-Vermandois
142. Vrély
143. Warvillers
144. Wiencourt-l'Équipée
145. Y

## Représentation

### Liste des présidents
La liste ci-dessous recense le nom des présidents du syndicat puis du pôle d’équilibre territorial et rural :
| Période | Période  | Identité | Étiquette | Qualité |
| ------- | -------- | -------- | --------- | ------- |
|         |          |          |           |         |
|         | En cours |          |           |         |